# Nederlands Hervormde kerk (Ommeren)
De Nederlands Hervormde kerk (ook: Lambertuskerk of Dorpskerk) is een kerkgebouw in het Nederlandse dorp Ommeren, provincie Gelderland. De kerk wordt gebruikt door de Nederlands Hervormde gemeente van Ommeren.

## Geschiedenis
In de 12e eeuw werd er een tufstenen zaalkerkje gebouwd. Dit kerkje is in de 13e/14e eeuw uitgebreid met een zijbeuk aan de noordzijde. In de 15e eeuw werd het koor toegevoegd. Aan de noordzijde van het koor verschenen een kapel en sacristie, maar die zijn later afgebroken.
In 1392 wordt voor het eerst melding gemaakt van een kerk met een pastoor. Na de reformatie ging de kerk over in protestantse handen. De waarschijnlijk laatste pastoor van de kerk, Gerardus, werd nu predikant, maar in 1618 werd hij ontslagen omdat hij remonstrantse opvattingen had.
In 1765 en 1825 vonden restauraties aan de kerk plaats. De toren bleek dermate bouwvallig, dat deze in 1843 door nieuwbouw werd vervangen. De muren van het schip werden in 1894 voorzien van een pleisterlaag, die in 1961 weer is verwijderd. In 1967-1968 werd de kerk opnieuw gerestaureerd.

## Beschrijving
Het romaanse schip is het oudste deel van de kerk, met tufstenen muren uit de 12e eeuw. De zijbeuk aan de noordkant van het schip is einde 13e, begin 14e eeuw in baksteen opgetrokken. Het schip is in die periode hoger gemaakt met bakstenen, waardoor het huidige (15e-eeuwse) dak hoger ligt dan het oorspronkelijke 12e-eeuwse zadeldak.
Het vijfzijdige koor werd in de 15e eeuw toegevoegd. De noordermuur van het koor heeft geen vensters, omdat hier aanvankelijk een kapel en sacristie tegenaan stonden. De fundamenten van deze verdwenen kerkdelen zijn teruggevonden. Er is tevens melding gemaakt van muurschilderingen in het koor, maar alles is verloren gegaan toen in 1899 de kalklagen werden afgebikt.
De kerktoren is in 1843 gebouwd omdat de middeleeuwse voorganger te bouwvallig was geworden. Bij de herbouw van de toren is meteen ook de westgevel van de kerk opnieuw opgetrokken. De nieuwe toren staat op de tufstenen voet van de oorspronkelijke toren.
Het door Friedrich Leichel in 1870 gebouwde orgel is afkomstig uit een kerk te Laren, en is in 1984 in de kerk van Ommeren geplaatst.
Rondom de kerk ligt een begraafplaats.